# Pier Luigi Nervi
Pier Luigi Nervi (Sondrio, 21 juni 1891 - Rome, 9 januari 1979) was een Italiaanse architect en civiel ingenieur.

## Geschiedenis
Pier Luigi Nervi werd geboren op 21 juni 1891 in Sondrio, een dorp in het noorden van Italië. Hij heeft civiele techniek gestudeerd aan de Universiteit van Bologna, waar hij in 1913 afstudeerde. In 1915 ging hij het leger in vanwege de Eerste Wereldoorlog en heeft daar als ingenieur gediend tot 1918. 
In 1923 begon hij te werken als civiel ingenieur, onder meer met het doorrekenen van hangars. Hiervoor werd een relatief lichte dakconstructie van gewapend beton toegepast, met prefab liggers en een modulair systeem waardoor er op bouwkosten werd bespaard. In 1930 bouwde hij het Artemio Franchistadion voor de Florentijnse voetbalclub Fiorentina.
Na de Tweede Wereldoorlog kampte Italië met een groot tekort aan hout, waardoor de wederopbouw van het land bemoeilijkt werd. Nervi sprong hier op in door in 1945 een ferrocementfabriek op te richten, met als doel om de productie op te krikken en te versimpelen.
In 1961/1962 bekleedde hij aan de Harvard-universiteit de Norton-leerstoel waarbij zijn opdracht 'Aesthetics and Technology in Building' was. Hij gaf hier gedurende het academisch jaar zes colleges over de wisselwerking tussen techniek en architectuur. 

## Gebouwen
- 1931: Stadio Artemio Franchi, Florence
- 1934: Ugolino Golf House, Impruneta, Italië (samen met Gherardo Bosio)
- 1949: Torino Esposizioni, Turijn, Italië
- 1950: UNESCO hoofdkantoor, Parijs (samen met Marcel Breuer en Bernard Zehrfuss)
- 1950: Pirellitoren, Milaan (samen met Gio Ponti)
- 1956: Palazzo dello sport EUR (tegenwoordig PalaLottomatica), Rome
- 1958: Palazzetto dello sport, Rome
- 1957: Stadio Flaminio, Rome
- 1961: Palazzo del Lavoro, Turijn
- 1961: Palazzetto dello sport, Turijn
- 1962: Sacro Cuore (toren), Florence
- 1962: Papiermolen, Mantua
- 1963: George Washington Bridge Bus Station, New York
- 1964: Tour de la Bourse, Montreal (samen met Luigi Moretti)
- 1967: Cathedral of Saint Mary of the Assumption, San Francisco (samen met Pietro Belluschi)
- 1968: Sede Centrale della Banca del Monte di Parma, Parma  (samen met Gio Ponti, Antonio Fornaroli, en Alberto Rosselli)
- 1970: Edmund Barton Building, Canberra, Australië. Als ingenieur, architect: Harry Seidler & Associates
- 1971: Paus Paulus VI Aula, Vaticaanstad
- 1971: Norfolk Scope in Norfolk (V.S.).
- 1973: MLC Centre, Sydney. Als ingenieur, architect: Harry Seidler & Associates
- 1973: Thompson Arena van Dartmouth College
- 1973: Australian Embassy, Parijs Consulting engineer. Als ingenieur, architect: Harry Seidler & Associates
- 1976: Good Hope Centre, Kaapstad door Studio Nervi
- 1980: Biblioteca civica (Verona)

## Galerij

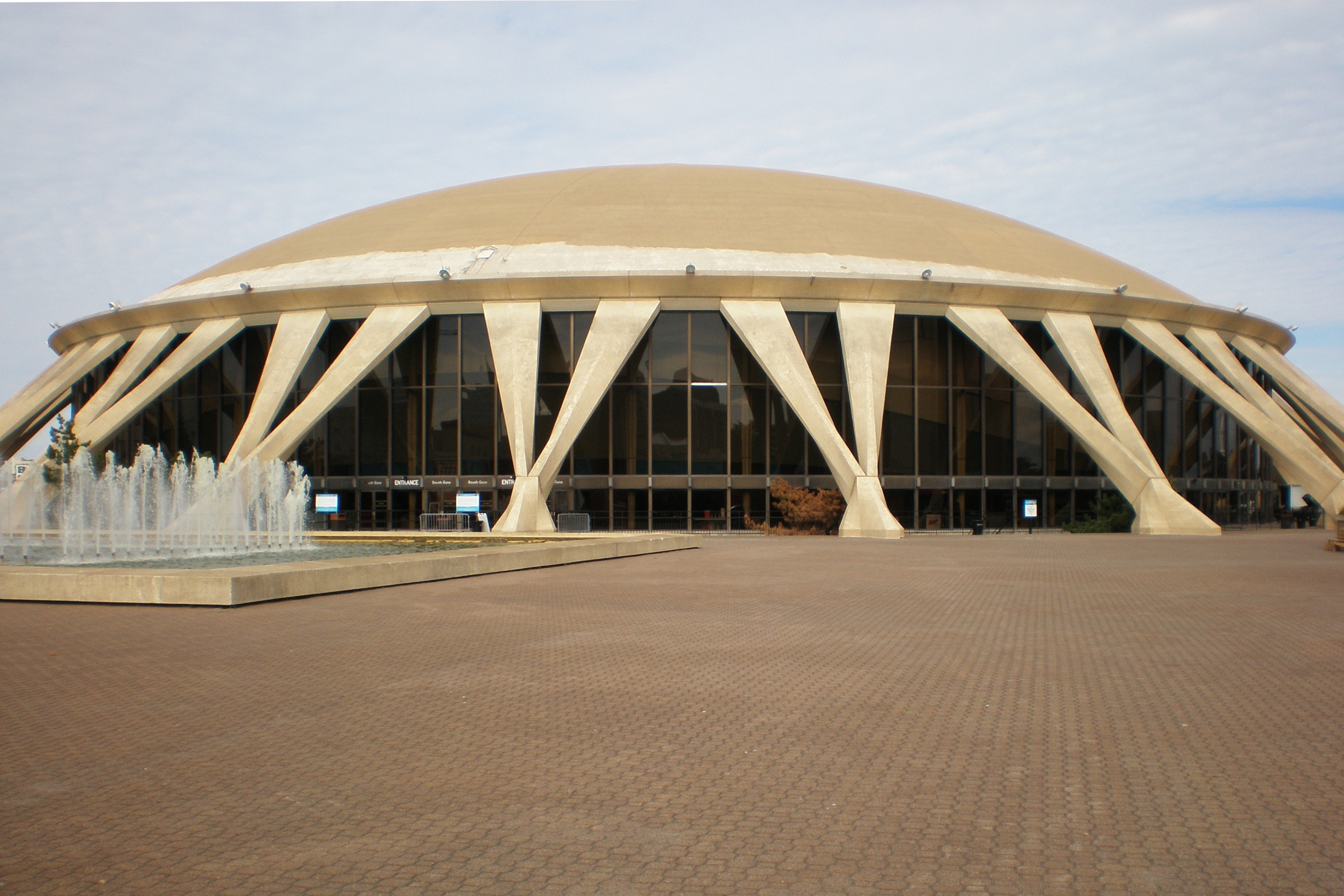
Norfolk Scope
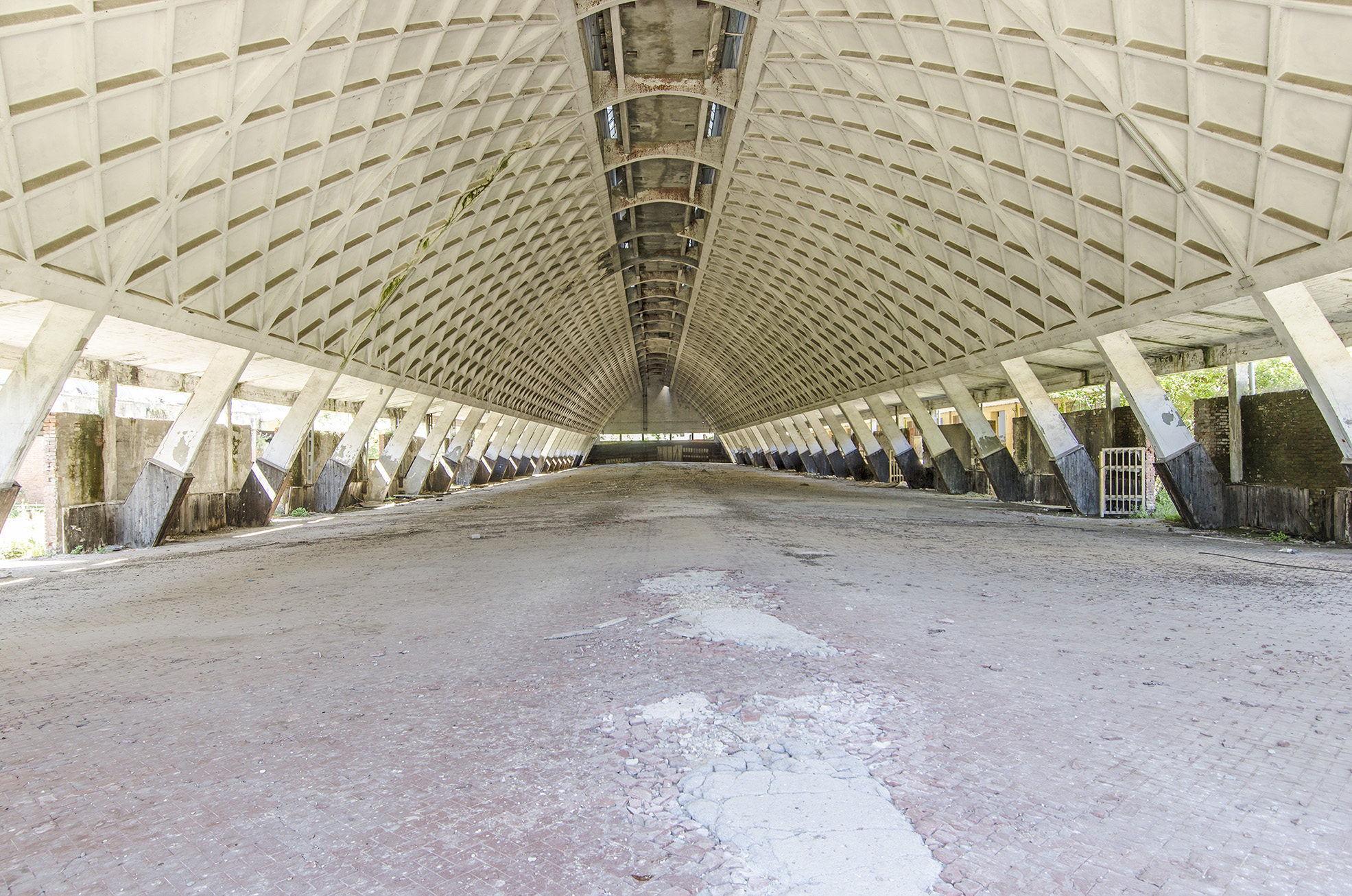
Zoutmagazijn in Tortone